# Agatha Christie
Dame Agatha Mary Clarissa Miller, Lady Mallowan, angleška pisateljica, * 15. september 1890, Torquay, Devon, Anglija, † 12. januar 1976, Cholsey, Oxfordshire, Anglija, bolj znana kot Agatha Christie.
Agatha je pisateljica detektivskih romanov, v katerih nastopata Hercule Poirot in Miss Marple. Občasno je pisala tudi pod psevdonimom Mary Westmacott. 

## Življenje
Agatha Christie se je rodila kot Agatha Mary Clarissa Miller v Torquayju v Devonu ameriškemu očetu in angleški materi. Njen oče, Frederick Alvah Miller, je bil bogat ameriški borznik, njena mati, Clarissa Margaret Boehmer, je bila hči britanskega vojaškega kapitana. Oče je umrl, ko je bila Agatha stara 11 let, zato jo je mati poučevala doma in jo že pri zgodnjih letih spodbujala k pisanju. Pri 16 letih so jo poslali na učenje petja in klavirja v Pariz.
Njen prvi, nesrečen zakon, je bil leta 1914 s polkovnikom Archibaldom Christiejem, imela sta hčerko Rosalind Hicks. Ločila sta se leta 1928, dve leti po tem, ko je Agatha odkrila, da jo mož vara.
Med prvo svetovno vojno je Christiejeva delala v bolnišnici in pozneje v farmaciji. Področje službovanja je močno vplivalo na njena literarna dela, saj se veliko umorov v njenih romanih zgodi s strupom.

#### Izginotje
Tretjega decembra 1926 je Agatha izginila za 11 dni in povzročila številne polemike v medijih. Našli so jo v nekem hotelu, v katerega se je prijavila kot Theresa Neele. Njen mož ji je pred tem priznal, da jo je varal z ljubico Nancy Neele. V tem času ji je umrla tudi mama, kar ji je – skupaj z moževo nezvestobo – povzročilo napad panike. Zaradi amnezije se ni spomnila ničesar v povezavi z izginotjem.

#### Druga poroka in poznejše življenje
Leta 1930 se je Christiejeva poročila z arheologom sirom Maxom Mallowanom, a ohranila priimek prvega moža. Mallowan je bil 14 let mlajši in katolik, medtem ko je bila ona protestantka. Zakon je bil srečen, čeprav jo je Mallowan pozneje varal.
Potovanja z Mallowanom so Agathi Christie dala snov za številne romane, ki so se dogajali na Bližnjem vzhodu. Nekateri drugi romani, kot je In potem ni bilo nikogar več, so se dogajali v Torquayju, njenem rojstnem kraju. Roman Umor na Orient Expressu, ki ga je napisala leta 1934, je ustvarila v hotelu v Carigradu v Turčiji. 
Leta 1971 je prejela britansko odlikovanje Dame Commander.
Agatha Christie je umrla 12. januarja 1976 v starosti 85 let iz naravnih vzrokov.

## Hercule Poirot in Miss Marple
Prvi roman Agathe Christie The Mysterious Affair at Styles je izšel leta 1920. V njem je prvič predstavila lik belgijskega detektiva Hercula Poirota, ki je nato nastopil v še 33 romanih in 54 kratkih zgodbah.
Drugi znani lik, Miss Marple, je prvič predstavila v romanu Umor v župnišču leta 1930.
Med drugo svetovno vojno je Christiejeva napisala dva romana, ki naj bi bila zadnja primera njenih velikih detektivov. Obe knjigi sta bili zaklenjeni v bančnem sefu več kot 30 let in sta bili izdani šele po njeni smrti.
Podobno kot Arthur Conan Doyle, avtor Sherlocka Holmesa, se je Agatha Christie naveličala svojega najslavnejšega detektiva, Hercula Poirota. Ob koncu tridesetih let 20. stoletja let je v dnevnik zapisala, da je neznosen. Vendar se v nasprotju z Doylom ni odločila "ubiti" svojega detektiva, ko je bil ta še priljubljen. 

## Seznam del

### Romani
| Leto izdaje | Naslov                               | Naslov v slovenščini                           | Detektiv(i)                                                        |
| ----------- | ------------------------------------ | ---------------------------------------------- | ------------------------------------------------------------------ |
| 1920        | The Mysterious Affair at Styles      | Skrivnostna smrt v Stylesu                     | Hercule Poirot Arthur Hastings inšpektor Japp                      |
| 1922        | The Secret Adversary                 | ni preveden                                    | Tommy in Tuppence                                                  |
| 1923        | The Murder on the Links              | Umor na igrišču za golf                        | Hercule Poirot Arthur Hastings                                     |
| 1924        | The Man in the Brown Suit            | Mož v rjavi obleki                             | Anne Beddingfeld polkovnik Race                                    |
| 1925        | The Secret of Chimneys               | ni preveden                                    | Anthony Cade Superintendent Battle                                 |
| 1926        | The Murder of Roger Ackroyd          | Umor Rogerja Ackroyda                          | Hercule Poirot                                                     |
| 1927        | The Big Four                         | Velika četverica                               | Hercule Poirot Arthur Hastings inšpektor Japp                      |
| 1928        | The Mystery of the Blue Train        | Skrivnost modrega vlaka                        | Hercule Poirot                                                     |
| 1929        | The Seven Dials Mystery              | ni preveden                                    | Eileen "Bundle" Brent Superintendent Battle                        |
| 1930        | The Murder at the Vicarage           | Umor v župnišču                                | Miss Marple                                                        |
| 1931        | The Sittaford Mystery                | ni preveden                                    | Emily Trefusis Inspector Narracott                                 |
| 1932        | Peril at End House                   | Nevarnost v hiši na koncu                      | Hercule Poirot Arthur Hastings inšpektor Japp                      |
| 1933        | Lord Edgware Dies                    | Trinajst pri večerji                           | Hercule Poirot Arthur Hastings inšpektor Japp                      |
| 1934        | Murder on the Orient Express         | Umor na Orient Ekspresu                        | Hercule Poirot                                                     |
| 1934        | Why Didn't They Ask Evans?           | Zakaj ne Evans?                                | Bobby Jones Frankie Derwent                                        |
| 1935        | Three Act Tragedy                    | Tragedija v treh dejanjih                      | Hercule Poirot                                                     |
| 1935        | Death in the Clouds                  | Smrt v oblakih                                 | Hercule Poirot                                                     |
| 1936        | The A.B.C. Murders                   | Umori po abecedi                               | Hercule Poirot Arthur Hastings inšpektor Japp                      |
| 1936        | Murder in Mesopotamia                | Umor v Mezopotamiji                            | Hercule Poirot                                                     |
| 1936        | Cards on the Table                   | Karte na mizo                                  | Hercule Poirot polkovnik Race Superintendent Battle Ariadne Oliver |
| 1937        | Dumb Witness                         | Nema priča                                     | Hercule Poirot Arthur Hastings                                     |
| 1937        | Death on the Nile                    | Smrt na Nilu                                   | Hercule Poirot polkovnik Race                                      |
| 1938        | Appointment with Death               | Zmenek s smrtjo                                | Hercule Poirot                                                     |
| 1938        | Hercule Poirot’s Christmas           | Božič Hercula Poirota                          | Hercule Poirot                                                     |
| 1939        | Murder is Easy                       | ni preveden                                    | Luke Fitzwilliam Superintendent Battle                             |
| 1939        | And Then There Were None             | In potem ni bilo nikogar več Bilo jih je deset | ---                                                                |
| 1940        | Sad Cypress                          | Žalostna cipresa                               | Hercule Poirot                                                     |
| 1940        | One, Two, Buckle My Shoe             | Skrivnost okrasne zaponke                      | Hercule Poirot inšpektor Japp                                      |
| 1941        | Evil Under the Sun                   | Zlo pod soncem                                 | Hercule Poirot                                                     |
| 1941        | N or M?                              | ni preveden                                    | Tommy in Tuppence                                                  |
| 1942        | The Body in the Library              | Truplo v knjižnici                             | Miss Marple                                                        |
| 1942        | Five Little Pigs                     | Zadnja slika Pet prašičkov                     | Hercule Poirot                                                     |
| 1942        | The Moving Finger                    | Strupeno pero                                  | Miss Marple                                                        |
| 1944        | Towards Zero                         | Proti ničli                                    | Superintendent Battle Inspector James Leach                        |
| 1944        | Death Comes as the End               | Smrt pride na koncu                            | Hori                                                               |
| 1945        | Sparkling Cyanide                    | Peneči se cianid                               | polkovnik Race                                                     |
| 1946        | The Hollow                           | Umor ob bazenu                                 | Hercule Poirot                                                     |
| 1948        | Taken at the Flood                   | Zlovešča plima                                 | Hercule Poirot                                                     |
| 1949        | Crooked House                        | Umor v vegasti hiši                            | Charles Hayward                                                    |
| 1950        | A Murder is Announced                | Zgodil se bo umor                              | Miss Marple                                                        |
| 1951        | They Came to Baghdad                 | ni preveden                                    | Victoria Jones                                                     |
| 1952        | Mrs McGinty’s Dead                   | Gospa McGinty je mrtva                         | Hercule Poirot Ariadne Oliver                                      |
| 1952        | They Do It with Mirrors              | Igra ogledal                                   | Miss Marple                                                        |
| 1953        | After the Funeral                    | Po pogrebu                                     | Hercule Poirot                                                     |
| 1953        | A Pocket Full of Rye                 | Za žep rži                                     | Miss Marple                                                        |
| 1954        | So Many Steps to Death               | Stopnice v smrt                                | ---                                                                |
| 1955        | Hickory Dickory Dock                 | Vija vaja ven                                  | Hercule Poirot                                                     |
| 1956        | Dead Man’s Folly                     | Zločinska zabava                               | Hercule Poirot Ariadne Oliver                                      |
| 1957        | 4.50 from Paddington                 | Odhod ob 16:50                                 | Miss Marple                                                        |
| 1958        | Ordeal by Innocence                  | Gnezdo zla                                     | ---                                                                |
| 1959        | Cat Among the Pigeons                | Mačka med golobičkami                          | Hercule Poirot                                                     |
| 1961        | The Pale Horse                       | ni preveden                                    | inšpektor Lejeune Ariadne Oliver                                   |
| 1962        | The Mirror Crack’d from Side to Side | Ledeni pogled                                  | Miss Marple                                                        |
| 1963        | The Clocks                           | Skrivnostne ure                                | Hercule Poirot                                                     |
| 1964        | A Caribbean Mystery                  | Karibska skrivnost                             | Miss Marple                                                        |
| 1965        | At Bertram’s Hotel                   | Hotel Bertram                                  | Miss Marple                                                        |
| 1966        | Third Girl                           | Tretje dekle                                   | Hercule Poirot Ariadne Oliver                                      |
| 1967        | Endless Night                        | ni preveden                                    | ---                                                                |
| 1968        | By the Pricking of My Thumbs         | ni preveden                                    | Tommy in Tuppence                                                  |
| 1969        | Hallowe’en Party                     | Zabava za noč čarovnic                         | Hercule Poirot Ariadne Oliver                                      |
| 1970        | Passenger to Frankfurt               | Potnica iz Frankfurta                          | ---                                                                |
| 1971        | Nemesis                              | Usoda Nemesis                                  | Miss Marple                                                        |
| 1972        | Elephants Can Remember               | Sloni si zapomijo                              | Hercule Poirot Ariadne Oliver                                      |
| 1973        | Postern of Fate                      | Nič ni tako skrito                             | Tommy in Tuppence                                                  |
| 1975        | Curtain                              | Zavesa                                         | Hercule Poirot Arthur Hastings                                     |
| 1976        | Sleeping Murder                      | Mirujoči umor                                  | Miss Marple                                                        |

### Zbirke kratkih zgodb
Poleg romanov je Agatha Christie napisala in objavila skoraj 160 kratkih zgodb. Skoraj vse so bile napisane za objavo v leposlovnih revijah in več kot polovica se jih je pojavilo že v dvajsetih letih 20. stoletja. Pozneje so bile objavljene v knjižni obliki v raznih zbirkah. Nekatere zbirke so bile naprodaj tako v Združenem kraljestvu kot v ZDA, druge pa samo v Združenem kraljestvu oziroma samo v ZDA. Kratka zgodba Tri slepe miši je bila objavljena samo v ZDA, ker je pisateljica v Združenem kraljestvu nanjo postavila moratorij, dokler se bo izvajala predstava Mišolovka na Londonskem West Endu.
| Leto izdaje | Naslov                                            | Naslov v slovenščini | Detektiv(i)                            |
| ----------- | ------------------------------------------------- | -------------------- | -------------------------------------- |
| 1924        | Poirot Investigates                               | ni prevedena         | Hercule Poirot                         |
| 1929        | Partners in Crime                                 | ni prevedena         | Tommy in Tuppence                      |
| 1930        | The Mysterious Mr Quin                            | ni prevedena         | Harley Quin                            |
| 1932        | The Thirteen Problems                             | ni prevedena         | Miss Marple                            |
| 1933        | The Hound of Death                                | ni prevedena         | ---                                    |
| 1934        | The Listerdale Mystery                            | ni prevedena         | Hercule Poirot                         |
| 1934        | Parker Pyne Investigates                          | ni prevedena         | Parker Pyne Ariadne Oliver             |
| 1937        | Murder in the Mews                                | ni prevedena         | Hercule Poirot                         |
| 1939        | The Regatta Mystery and Other Stories             | ni prevedena         | Hercule Poirot Miss Marple Parker Pyne |
| 1947        | The Labours of Hercules                           | Herkulovi podvigi    | Hercule Poirot                         |
| 1948        | The Witness for the Prosecuiton and Other Stories | ni prevedena         | Hercule Poirot                         |
| 1950        | Three Blind Mice and Other Stories                | ni prevedena         | Hercule Poirot Miss Marple             |
| 1951        | The Under Dog and Other Stories                   | ni prevedena         | Hercule Poirot                         |
| 1960        | The Adventure of the Christmas Pudding            | ni prevedena         | Hercule Poirot Miss Marple             |
| 1961        | Double Sin and Other Stories                      | ni prevedena         | ---                                    |
| 1971        | The Golden Ball and Other Stories                 | ni prevedena         | ---                                    |
| 1974        | Poirot’s Early Cases                              | ni prevedena         | Hercule Poirot                         |
| 1979        | Miss Marple’s Final Cases and Two Other Stories   | ni prevedena         | Miss Marple                            |
| 1991        | Problem at Pollensa Bay and Other Stories         | ni prevedena         | ---                                    |
| 1997        | The Harlequin Tea Set                             | ni prevedena         | Harley Quin                            |
| 1997        | While the Light Lasts and Other Stories           | ni prevedena         |                                        |

### Pod psevdonimom "Mary Westmacott"
Agatha Christie je napisala in objavila šest ljubezenskih romanov pod psevdonimom Mary Westmacott.
| Leto izdaje | Naslov                    | Naslov v slovenščini |
| ----------- | ------------------------- | -------------------- |
| 1930        | Giant’s Bread             | ni preveden          |
| 1934        | Unfinished Portrait       | ni preveden          |
| 1944        | Absent in the Spring      | ni preveden          |
| 1948        | The Rose and the Yew Tree | ni preveden          |
| 1952        | A Daughter’s a Daughter   | ni preveden          |
| 1956        | The Burden                | ni preveden          |

### Gledališke igre
| Leto izdaje | Naslov                      | Naslov v slovenščini                                                           |
| ----------- | --------------------------- | ------------------------------------------------------------------------------ |
| 1930        | Black Coffee†               | ni prevedena                                                                   |
| 1943        | And Then There Were None    | Ne ostane več nobeden, slovenska praizvedba: KUD Franc Kotar Trzin, 22.05.2010 |
| 1945        | Appointment With Death      | ni prevedena                                                                   |
| 1946        | Murder on the Nile          | ni prevedena                                                                   |
| 1951        | The Hollow                  | ni prevedena                                                                   |
| 1952        | The Mousetrap               | Mišolovka                                                                      |
| 1953        | Witness for the Prosecution | ni prevedena                                                                   |
| 1954        | Spider’s Web†               | ni prevedena                                                                   |
| 1956        | A Daughter’s a Daughter     | ni prevedena                                                                   |
| 1956        | Towards Zero                | ni prevedena                                                                   |
| 1958        | Verdict                     | ni prevedena                                                                   |
| 1958        | The Unexpected Guest†       | ni prevedena                                                                   |
| 1960        | Go Back for Murder          | ni prevedena                                                                   |
| 1962        | Rule of Three               | ni prevedena                                                                   |
| 1972        | Fiddler’s Three             | ni prevedena                                                                   |
| 1973        | Akhnaton                    | ni prevedena                                                                   |
| 2003        | Chimneys                    | ni prevedena                                                                   |

†Te gledališke igre je Charles Osborne pozneje zapisal v obliki romanov.

### Radijske igre
| Leto izdaje | Naslov                  | Naslov v slovenščini |
| ----------- | ----------------------- | -------------------- |
| 1937        | The Yellow Iris         | ni prevedena         |
| 1947        | Three Blind Mice        | ni prevedena         |
| 1948        | Butter in a Lordly Dish | ni prevedena         |
| 1954        | Personal Call           | ni prevedena         |

### Televizijska igra
| Leto izdaje | Naslov      | Naslov v slovenščini |
| ----------- | ----------- | -------------------- |
| 1937        | Wasp’s Nest | ni prevedena         |

### Drugo
| Leto izdaje | Naslov                                | Naslov v slovenščini |
| ----------- | ------------------------------------- | -------------------- |
| 1925        | The Road of Dreams                    | ni prevedeno         |
| 1946        | Come, Tell Me How You Live            | ni prevedeno         |
| 1965        | Star Over Bethlehem and Other Stories | ni prevedeno         |
| 1973        | Poems                                 | ni prevedeno         |
| 1977        | An Autobiography                      | ni prevedeno         |